# Torbeck
Torbeck (Kreyòl: Haïtiaans Creools) is een stad en gemeente in Haïti met 76.000 inwoners. De plaats ligt aan de zuidkust van het schiereiland Tiburon, 8 km ten zuidwesten van de stad Les Cayes. De gemeente maakt deel uit van het arrondissement Les Cayes in het departement Sud.
Er worden citrusvruchten verbouwd.

## Indeling
De gemeente bestaat uit de volgende sections communales:
| Nr. | Naam    | Km²   | Inw.2015 |
| --- | ------- | ----- | -------- |
| 1   | Boury   | 42,61 | 29.740   |
| 2   | Bérault | 45,94 | 18.454   |
| 3   | Solon   | 52,17 | 19.516   |
| 4   | Moreau  | 48,76 | 8.373    |